# Asociación Deportiva de Handball Nuestra Señora de Luján
La Asociación Deportiva de Handball Nuestra Señora del Luján, conocida simplemente como Luján, es un club de handball argentino con sede en Villa Maipú, San Martín, que posee tanto una rama femenina como masculina, siendo la primera en mención la mejor posicionada en la actualidad, dado a su presencia en la Liga de Honor Damas de la Federación Metropolitana de Balonmano. El equipo masculino tuvo su auge entre la década de 1990 y principios de los años 2000.

## Plantel
Plantel femenino actual
| No | Nacionalidad         | Jugador               | Selección |
| -- | -------------------- | --------------------- | --------- |
| 1  | Bandera de Argentina | Paloma Harriague.     |           |
| 3  | Bandera de Argentina | Camila Teijeiro.      |           |
| 5  | Bandera de Argentina | Luciana Prieto Cochet |           |
| 6  | Bandera de Argentina | Agustina Muras        |           |
| 7  | Bandera de Argentina | Cynthia Soja          |           |
| 9  | Bandera de Argentina | Brenda Muras          |           |
| 13 | Bandera de Argentina | Sofia Arangio         |           |
| 14 | Bandera de Argentina | Valeria Bianchi       |           |
| 18 | Bandera de Argentina | Florencia Aquila      |           |
| 21 | Bandera de Argentina | Micaela Rodríguez.    |           |
| 22 | Bandera de Argentina | Carla Martínez        |           |
| 23 | Bandera de Argentina | Romina Dreisch        |           |
| 25 | Bandera de Argentina | Lucila Aguilar        |           |
| 27 | Bandera de Argentina | Ana Mostoni           |           |
| 87 | Bandera de Argentina | Mora Di Pasquo.       |           |
| 95 | Bandera de Argentina | Daniela Ciuccareli    |           |

| Leyenda |
| ------- |

 Plantel LHC ORO 2022
| No | Nacionalidad         | Jugador           | Selección |
| -- | -------------------- | ----------------- | --------- |
| 3  | Bandera de Argentina | Nicolás Subirat   |           |
| 11 | Bandera de Argentina | Lucas Obregon     |           |
| 69 | Bandera de Argentina | Nahuel Calvo      |           |
| 99 | Bandera de Argentina | Ariel Petrini     |           |
| 27 | Bandera de Argentina | Ezequiel Costa    |           |
| 19 | Bandera de Argentina | Ignacio Paladino  |           |
| 7  | Bandera de Argentina | Emiliano Daneri   |           |
| 16 | Bandera de Argentina | Guillermo Bello   |           |
| 2  | Bandera de Argentina | Guido Albarello   |           |
| 17 | Bandera de Argentina | Cristian Campos   |           |
| 13 | Bandera de Argentina | Nicolás Engler    |           |
| 21 | Bandera de Argentina | Matías Deyheralde |           |
| 41 | Bandera de Argentina | Marcelo Olszewski |           |
| 6  | Bandera de Argentina | Nazareno Díaz     |           |

| Leyenda |
| ------- |

## Palmarés
Femenino
- Campeón Metropolitano 1998
- Campeón Metropolitano 1999.
- Campeón Metropolitano 2000.
- Campeón Metropolitano 2001.
- Campeón Clausura 2009.
- Campeón Super 4 2010.
- Campeón Super 4 2014.
- Subcampeón Metropolitano 2004
- Subcampeón Clausura 2008
- Subcampeón Apertura 2009
- Subcampeón Apertura 2010
- Subcampeón Clausura 2011
- Subcampeón Apertura 2014
- Subcampeón Clausura 2014
- Subcampeón Clausura 2015.
- Subcampeón Copa FeMeBal 2015.
- Tercer puesto Metropolitano Apertura 2008.
- Tercer puesto Metropolitano Apertura 2012.
- Tercer puesto Metropolitano Clausura 2013.
- Tercer puesto Metropolitano Apertura 2016.

Masculino
- Campeón Metropolitano 1994.
- Campeón Metropolitano 1996.
- Campeón Metropolitano 1997.
- Campeón Metropolitano 1998.
- Campeón Metropolitano 1999.
- Campeón Metropolitano 2000.
- Campeón Metropolitano 2001.

## Historia institucional
Desde su fundación hasta la actualidad
Fue fundada en 1957 en Villa Pueyrredón (Capital Federal) por dos hermanos misericordistas bajo el nombre de Instituto Educacional Argentino Nuestra Señora de Luján.
En 1971, se crea el Centro Recreativo Instituto Nuestra Señora de Luján (C.R.I.N.S.L.) ubicado en el partido de General San Martín, Buenos Aires. Fue edificado en 16000 metros cuadrados en donde se practicaron diversos deportes siendo el Handball el destacado.
En 1975, es fundada la Federación Metropolitana de Balonmano y el club Luján decide inscribirse en esta.
En la década del 90 ambos equipos absolutos tomaron gran importancia a nivel institucional y deportivo al obtener múltiples campeonatos.
Actualmente el equipo femenino de handball se encuentra en la Liga de Honor Damas, la máxima categoría femenina de la Federación, mientras que el conjunto masculino fue relegado a la Primera División en 2017. Volvió a L.H.C en el 2021.